# Sapogne-et-Feuchères
Sapogne-et-Feuchères è un comune francese di 520 abitanti situato nel dipartimento delle Ardenne nella regione del Grand Est.

## Società

### Evoluzione demografica
Abitanti censiti